# 강창학체육공원
강창학체육공원(康昌鶴體育公園, Kang Chang Hak Sports Park)은 대한민국 제주특별자치도 서귀포시에 있는 스포츠 시설 단지이다. 강창학종합경기장, 강창학체육공원 보조경기장 등이 갖춰져 있다.

## 참고 문헌
- 〈강창학체육공원〉. 《디지털서귀포문화대전》. 한국학중앙연구원.
- 《2023 전국 공공체육시설 현황 (2022년 12월말 기준)》. 대한민국 문화체육관광부. 2024.

## 같이 보기
- 강창학종합경기장
- 강창학체육공원 보조경기장